# Bernard Goławski
Bernard Goławski (ur. 1906, zm. 1984) – amerykański duchowny starokatolicki polskiego pochodzenia, ksiądz Polskiego Narodowego Kościoła Katolickiego działającego na terenie Stanów Zjednoczonych Ameryki. 
W 1959 konsekrowany na biskupa wbrew woli Pierwszego Biskupa PNKK Leona Grochowskiego.

## Życiorys
W latach 1932–1966 był proboszczem parafii pw. św. Marii w Parmie, w hrabstwie Couyahoga, w stanie Ohio.
W 1958 roku zosta prawidłowo wybrany na biskupa podczas X Synod PNKK w Chicago. W 1959 roku został konsekrowany na biskupa przez biskupa-emeryta Franciszka Bończaka, wbrew woli Pierwszego Biskupa PNKK Leona Grochowskiego. W 1972 bp dr Bernard Goławski wziął udział w uroczystościach pogrzebowych bp Jana Misiaszka.
Zmarł w 1984 i został pochowany na Polskim Narodowym Cmentarzu Katolickim w Parmie.